# Murdunna
Murdunna är en ort i Australien. Den ligger i kommunen Tasman och delstaten Tasmanien, i den sydöstra delen av landet, omkring 45 kilometer öster om delstatshuvudstaden Hobart.
Runt Murdunna är det mycket glesbefolkat, med 3 invånare per kvadratkilometer.. Närmaste större samhälle är Carlton, omkring 19 kilometer nordväst om Murdunna. 
I omgivningarna runt Murdunna växer i huvudsak städsegrön lövskog. Genomsnittlig årsnederbörd är 619 millimeter. Den regnigaste månaden är november, med i genomsnitt 79 mm nederbörd, och den torraste är augusti, med 37 mm nederbörd.